# Pedro Frazão
Pedro Saraiva Gonçalves dos Santos Frazão (Lisboa, 27 de abril de 1975) é um médico-veterinário, docente e político português. Atualmente, desempenha as funções de vice-presidente do CHEGA e deputado à Assembleia da República, vereador. Em julho de 2025, foi confirmado pelo presidente do CHEGA, André Ventura, que seria o cabeça de lista à Câmara Municipal de Oeiras nas eleições autárquicas de 2025.
Ganhou notoriedade no segundo congresso do partido, onde foi eleito vogal da direção nacional, e no terceiro congresso, em Coimbra, foi promovido a Vice-Presidente da direção nacional. Eleito nas eleições autárquicas de 2021 como vereador na Câmara Municipal de Santarém. Em dezembro de 2021, André Ventura nomeou-o como cabeça de lista pelo círculo eleitoral de Santarém nas eleições legislativas de 2022, tendo sido eleito deputado à Assembleia da República. Desempenhou, anteriormente, os cargos de vereador na Câmara Municipal de Santarém e coordenador da comissão autárquica nacional do partido.

## Vida pessoal
Pedro Frazão nasceu em Lisboa, a 27 de abril de 1975, no Hospital Militar da Lapa, filho de pai militar, tendo crescido em Cacilhas.
Estudou Biologia Marinha e Pescas na Universidade do Algarve de 1994 a 1999, acumulando nos anos de 1997 a 1999 a atividade profissional no Departamento de Biologia e Educação do Zoomarine. Foi para os Estados Unidos da América e trabalhou como Investigador no Woods Hole Oceanographic Institution, em Boston. Voltou para Portugal e licenciou-se em Medicina Veterinária.
Trabalhou, por vários anos, nas áreas da Sanidade e Epidemiologia Animal na Direção-Geral de Veterinária, do Ministério da Agricultura. Saiu, mais tarde, para dedicar-se ao ensino, sendo professor, e fundar uma empresa de serviços médico-veterinários. Mantém-se como professor e no setor privado até hoje.
Pai de uma família numerosa e católico praticante, é defensor do mundo rural e das tradições culturais, nomeadamente as touradas. Define-se como um conservador de direita. Atualmente desempenha as funções de vereador na câmara municipal de Santarém, vice-presidente do CHEGA, deputado à Assembleia da República e coordenador da comissão autárquica nacional do partido.

## Atividade política
Segundo o próprio, terá ganho consciência política com o pagamento de impostos sobre os seus rendimentos de trabalho no Zoomarine. Foi militante do PSD, entrando para o CHEGA em 2019.
Iniciou a sua atividade política no CHEGA, ao enviar várias propostas legislativas para o gabinete parlamentar de André Ventura sobre a sua área profissional da agropecuária. É conhecido também pelos seus comentários na rede social X (ex-Twitter), onde defende posições de direita e as tradições culturais. Ficou conhecido no segundo congresso nacional do CHEGA, onde, enquanto congressista de Lisboa, foi eleito vogal para a direção nacional. Desde a sua eleição como membro da direção do partido, ganhou mais notoriedade ao publicar textos de opinião em jornais como o Observador.
Em maio de 2021 no terceiro congresso do partido, André Ventura promoveu-o ao convidá-lo para vice-presidente da direção nacional. Foi candidato à presidência da Câmara Municipal de Santarém nas eleições autárquicas de 2021, tendo sido eleito vereador com 7,93% dos votos. As principais bandeiras da sua candidatura foram a defesa do mundo rural e da família: “A razão pela qual me candidato é voltar a pôr Santarém no panorama da política nacional em Portugal. É defender o mundo rural, a capital do Ribatejo, a capital do gótico". A sua eleição foi comentada nas televisões nacionais pelo facto de ser a única câmara onde o seu voto poderia desempatar as decisões executivas, visto os vereadores do PSD e PS serem quatro. Posteriormente, o presidente da Câmara de Santarém comunicou que faria um bloco central na vereação, tornando-se assim o único vereador da oposição de oito a um.
Foi nomeado coordenador da Comissão Autárquica Nacional do CHEGA por Ventura, juntamente com mais dois colegas.
No seu discurso no quarto congresso do partido, em Viseu, disse que um dos objetivos eleitorais era conseguir terminar com a representação parlamentar dos comunistas: "Temos de facto que continuar a lutar com todas as nossas forças também para tirar o PCP. Os portugueses percebem que, de uma vez por todas, temos de erradicar o PCP do nosso país, das ilhas, do Continente, do Norte até ao Sul".
A 6 de dezembro de 2021 foi indicado como cabeça de lista pelo círculo eleitoral de Santarém para deputado à Assembleia da República. Apontou como relevante para o distrito a resolução dos problemas das unidades hospitalares do Centro Hospitalar do Médio Tejo e dos hospitais de Santarém, que consideram estar subdimensionadas. Defendeu a criação de um Ministério da Família e de medidas para apoio à família e de incentivo à natalidade. Na área da educação, preconizou medidas de restituição ao respeito e de reforço da autoridade da figura do professor. Ao jornal Mais Ribatejo, referiu que uma das suas primeiras iniciativas na Assembleia da República seria a reversão da decisão de transferir a tutela dos animais para o Ministério do Ambiente, devolvendo à Direção Geral de Veterinária no Ministério da Agricultura.
Numa entrevista à rádio Mediotejo, afirmou que, para o distrito de Santarém, o partido tinha vários focos de interesse, que iam desde o ambiente à promoção económica e do emprego, à saúde e educação, até ao mundo rural e às suas tradições. Num debate promovido pela Confederação dos Agricultores Portugueses, admitiu que o CHEGA exigiria num governo de direita quatro pastas ministeriais: agricultura, justiça, segurança social e a administração interna. No dia 30 de janeiro de 2022, foi eleito deputado à Assembleia da República.
A 25 de janeiro de 2024, foi anunciada por André Ventura que seria o cabeça de lista pelo circulo eleitoral de Santarém nas eleições legislativas de 2024.

## Deputado à Assembleia da República

### XV Legislatura da República Portuguesa
A 30 de janeiro de 2022, foi eleito deputado à Assembleia da República pelo Chega!, pelo círculo eleitoral de Santarém. Na sua primeira intervenção no plenário, acusou a maioria socialista de esconder que os agricultores continuam a ser afetados pelas consequências da seca: "A seca é o grande elefante branco neste debate”. No final, da sua intervenção comentou, que "o namoro de António Costa por um cargo europeu também paira na Assembleia da República e não apenas na Presidência da República e em Bruxelas".
Acompanhou os deputados André Ventura, Pedro Pinto e Rita Matias à Porta do Colégio Planalto, numa ação para sensibilizar pais e alunos e exigir ao Governo o fim da obrigatoriedade do uso de máscaras, sobretudo em meio escolar.
Numa declaração política na Assembleia da República, afirmou que em Portugal as medicinas “têm 0% de IVA, até as medicinas alternativas” e só mesmo a medicina veterinária é taxada “logo pela medida grande”. “O Estado sobrecarrega as famílias, algumas delas com muitas poucas posses, com sede de taxar e nem as associações e os municípios estão livres desta taxação”.
No debate do Orçamento de Estado (OE) para 2022 focou-se na saúde dos portugueses, apontando que "nos últimos anos o Ministério deixou-nos com menos cirurgias, urgências e internamentos", pelo que "parece ter estado dedicado à Covid". Salientando que o OE prevê "apenas mais 5,6% face à execução provisoria do ano passado", reiterando que "é um exercício de reciclagem de consumíveis [...] Este OE, que pretendia salvar o SNS, o que vai fazer é continuar a deixar para trás os que não podem recorrer" a outros setores, o que "é uma nova forma de austeridade". Frazão considerou que “este orçamento é um orçamento de suporte básico de vida mas sem perspetivas de reanimação” e criticou o governo por “prometer o que não sabe se pode cumprir” como a construção de novos hospitais "Compromete-se mesmo com a construção do Hospital de Lisboa Oriental e o Hospital Central do Algarve? Há muitas primeiras pedras espalhadas pelo país, mas falta fazer a obra. Isto é propaganda".
No parlamento confrontou a ministra da agricultura sobre os apoios aos agricultores no âmbito da seca: “Os agricultores estão no limite. Estão a ponderar não semear campos, os produtores estão a abater efetivos nas explorações leiteiras” porque não têm como alimentar os animais, afirmando “Os agricultores que ficaram vulneráveis pela seca não receberam um euro".
No segundo dia de discussão do OE na especialidade, falou no tema da Saúde, acusando o Governo de criar uma “falsa esperança de que tudo vai ser melhor, nomeadamente na área da Saúde”. Na sua intervenção acusou o secretário de Estado da Saúde, médico ortopedista, de operar no setor privado quando atendia no público: “Os socialistas caviar são uns hipócritas! Querem hospitais de luxo para eles e serviço público para o povo”.
No Estado da Nação criticou os deputados socialista e os partidos que apoiam o governo: "não têm sentido crítico e vivem num mundo rosa". Na sua intervenção recordou o seu pedido para a demissão da Ministra da Saúde Marta Temido, e criticou o primeiro-ministro: "gosta de ter ministros para-raios, Marta Temido, Pedro Nuno Santos e Maria do Céu Antunes".
Em plenário apresentou uma proposta para a criação de uma comissão de inquérito, defendendo a necessidade de outro inquérito parlamentar para saber “o que exterminou os portugueses”, dizendo que a covid-19 só explica o aumento de mortalidade “em dois dos seis picos”. Afirmou que a situação continuava a aprofundar-se em 2022, e que "Há cem anos que não existia registo de 10 mil mortos por mês”.

#### Comissões Parlamentares
- Comissão de Agricultura e Pescas [Vice-Presidente da comissão];
- Comissão de Saúde [Coordenador do Grupo Parlamentar na comissão];
- Comissão de Transparência e Estatuto dos Deputados [Suplente].

## Candidatura à Câmara de Oeiras
Em 26 de junho de 2025, Pedro Frazão, anunciou que será candidato à presidência da Câmara Municipal de Oeiras nas próximas eleições autárquicas, com o objetivo de “limpar a corrupção” num município que, segundo ele, merece “transparência, mérito e coragem”. O anúncio foi feito durante uma emissão na CNN Portugal, no mesmo dia em que a Polícia Judiciária realizou buscas na Câmara Municipal de Oeiras e em outras entidades, no âmbito de investigações por alegada prevaricação, corrupção, participação económica em negócio e abuso de poderes.
Frazão afirmou que planejava a candidatura há vários meses, mas que apenas naquela data anunciou formalmente: “hoje posso anunciar com toda a propriedade que serei candidato à Câmara de Oeiras para limpar a corrupção”. Nas redes sociais, reforçou essa motivação, declarando que Oeiras “merece transparência, mérito e coragem para pôr fim aos interesses instalados”.

## Outras atividades
Em maio de 2024, poucas semanas antes da estreia do canal concorrente Now, a CNN Portugal incluiu Frazão entre os seus comentadores políticos regulares. Frazão tornou-se assim o primeiro membro do CHEGA a ter um espaço de comentário regular num canal televisivo português.

## Processos judiciais

### Processo de Joacine Katar Moreira
A 28 de outubro de 2021, Frazão parou junto à porta do gabinete da ex-deputada Joacine Katar Moreira, na Assembleia da República, e modificou um autocolante que ali se encontrava com a frase "Descolonizar este lugar", colocando dois dedos sobre o "lo", de modo a ficar "“Desconizar este lugar", um trocadilho com o termo de baixo calão cona, significando vagina. Fotografou o dístico modificado, publicando a foto no Twitter com legenda “Senhora Deputada, prepare-se para desconizar a Assembleia da República! Se a porta ficar estragada pelo autocolante espero que lhe enviem a fatura do arranjo. Ciau, querida!”, alusivo ao expectável fim do mandato com a dissolução do parlamento. O tweet foi publicado em resposta a um tweet de Katar Moreira em que reagia ao chumbo do Orçamento do Estado ao dizer que “esta esquerda não serve a esquerda”. Katar Moreira definiu o episódio como um comentário à imagem do que é o Chega, "misógino e homofóbico", tendo uma advogada a preparar uma queixa-crime contra Frazão. Frazão descreve o caso como uma tentativa de fazer "humor", embora tenha admitido ter estado "no limite".
Explicou à imprensa que a sua publicação pretendia ser apenas “humorística”. Ao Observador concretizou: “Não sou pseudo-moralista e não podia deixar de responder, usando de algum humor, a uma deputada que passou dois anos com um discurso de ódio contra Portugal e contra o Partido Chega”, tendo publicado “várias imagens atentatórias a tudo o que é português e a grandes portugueses da história deste país”, disse, referindo-se a uma imagem que Joacine Katar Moreira partilhou nas redes sociais, com o Padrão dos Descobrimentos a “levantar voo”.

### Processo de Francisco Louçã
A 14 de novembro de 2021, na sequência de publicações de Cristina Seguí do partido espanhol Vox sobre vários políticos, Frazão publicou na sua conta pessoal no Twitter que Francisco Louçã, antigo líder do Bloco de Esquerda, havia sido avençado do Banco Espírito Santo, liderado por Ricardo Salgado: "Já o Francisco Louçã recebia uma Avença do Banco Espírito Santo. Banco esse que, além de pagador de avenças obscuras, era grande doador das campanhas do BE! Isto é grave demais para estar a ser ignorado!! #CHEGA!”. Louçã avançou com uma ação judicial contra Frazão, pedindo que este “peça desculpa e reconheça que aquilo que escreveu não era verdade”. Segundo Louçã, a motivação para avançar com o processo cível contra Frazão foi a necessidade de "parar com esta contaminação do espaço público pela mentira”. No requerimento apresentado no Tribunal Judicial da Comarca de Lisboa, é pedido que Pedro Frazão “seja condenado a emitir e publicar uma declaração de retificação pública, na sua conta pessoal na rede social Twitter, a qual desminta as declarações ofensivas do direito à honra” de Francisco Louçã e que seja obrigado a “eliminar a publicação do dia 14 de novembro de 2021, às 20:43h” naquela rede social. Não é pedida qualquer indemnização. O julgamento está marcado para 9 de fevereiro, no Tribunal Judicial da Comarca de Lisboa Oeste, em Cascais.
Em declarações à CNN Portugal, Pedro Frazão garantiu não ter ainda conhecimento do caso, alegando que o que escreveu no Twitter foram “informações que vinham na comunicação social”, embora sem informar quais. Frazão afirma que se Louçã provar que não recebeu nada do BES, retira a publicação.
Numa declaração, Frazão à porta do tribunal, sublinhou tratar-se de “um processo político” e sugeriu que isso precipitou a celeridade da justiça. “É extraordinário que, em Portugal, tantas pessoas aguardem tanto tempo por justiça e eu venho aqui responder de peito aberto por uma coisa que escrevi no Twitter em novembro e, agora em fevereiro, já tenho uma audiência marcada”. Por fim, mencionou ser estranho Francisco Louçã não ter avançado com nenhuma ação judicial contra José Maria Ricciardi por este ter escrito um texto sobre "As quatro caras de Louçã", afirmando: "Simplesmente, reproduzi o que foram as notícias. O Dr. José Maria Ricciardi escreveu um artigo onde dizia que existiam as quatro caras de Louçã, que aguardavam a recompensa, referindo-se a Ricardo Salgado, e por tanto o que eu escrevi no twitter é resultado do que existe na imprensa. E é também estranho o Dr. Francisco Louçã nunca tenha processado o José Maria Ricciardi ou o jornalista que escreveram isso na altura".

## Resultados eleitorais

### Eleições Autárquicas

#### Câmara Municipal
| Data | Partido | Partido | Circulo eleitoral | Posição    | Cl. | Votos         | %             | Status | Notas                |
| ---- | ------- | ------- | ----------------- | ---------- | --- | ------------- | ------------- | ------ | -------------------- |
| 2021 |         | CHEGA   | Santarém          | 1.º (em 9) | 3.º | 2 133         | 7,93 / 100,00 | Eleito | Vereador da oposição |
| 2025 | Oeiras  | CHEGA   | 1.º (em 11)       |            |     | 0,00 / 100,00 |               |        |                      |

### Eleições legislativas
| Data | Partido    | Partido | Circulo eleitoral | Posição    | Cl.    | Votos          | %              | +/-    | Status | Notas                    |
| ---- | ---------- | ------- | ----------------- | ---------- | ------ | -------------- | -------------- | ------ | ------ | ------------------------ |
| 2022 |            | CHEGA   | Santarém          | 1.º (em 9) | 3.º    | 23 813         | 10,91 / 100,00 |        | Eleito | Vice-Presidente do CHEGA |
| 2024 | 1.º (em 9) | CHEGA   | Santarém          | 3.º        | 58 554 | 23,32 / 100,00 | 12,41          | Eleito |        | Vice-Presidente do CHEGA |